# Mount Erebus
Der Mount Erebus ist ein Vulkan in der Antarktis und der südlichste aktive Vulkan der Erde. Der 3794 m hohe Schichtvulkan bildet die Westseite der Ross-Insel, einer Vulkaninsel im Südpolarmeer. Unter den vier Vulkanen der Insel ist der Mount Erebus der höchste und historisch aktivste sowie der einzige, der heute noch aktiv ist. Als einer von nur wenigen Vulkanen der Erde hat er einen ständigen Lavasee. 1979 ereignete sich am Nordhang des Vulkankegels ein Flugunfall mit 257 Todesopfern.

## Entdeckungsgeschichte

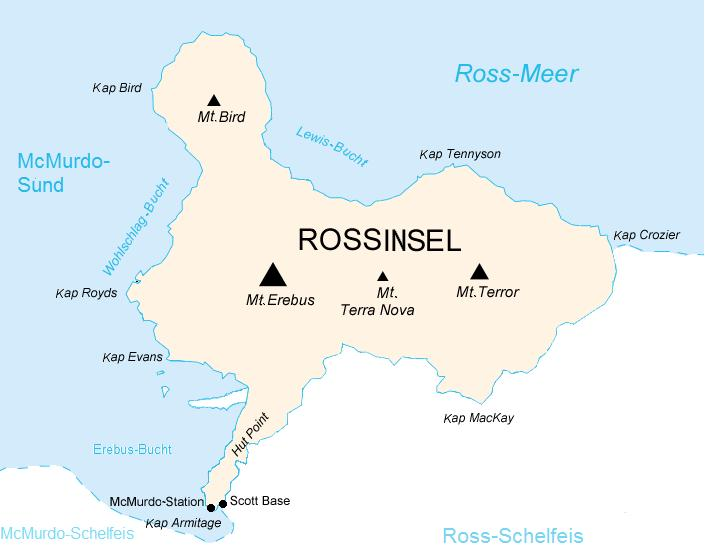
Die Ross-Insel

Der von Gletschereis bedeckte Berg wurde im Jahr 1841 von Sir James Clark Ross bei der nach ihm benannten Expedition entdeckt und nach der Erebus benannt, dem Flaggschiff seiner aus zwei Schiffen bestehenden Expeditionsflotte. Als die Ross-Expedition bei der Insel eintraf, wurde sie Zeuge eines Ausbruchs des Mount Erebus. Dieses eindrucksvolle Ereignis und seine Schilderung in den Berichten prägte für lange Zeit die Vorstellung der Menschen von der Antarktis als einem Ort zwischen Feuer und Eis.
Erstmals bestiegen wurde der Berg 1908 von einer Gruppe von Teilnehmern der britischen Nimrod-Expedition unter Leitung von Ernest Shackleton. Unter den Bergsteigern befanden sich die bekannten Antarktisforscher Douglas Mawson und Edgeworth David (siehe auch Erstbesteigung des Mount Erebus).

## Geologie

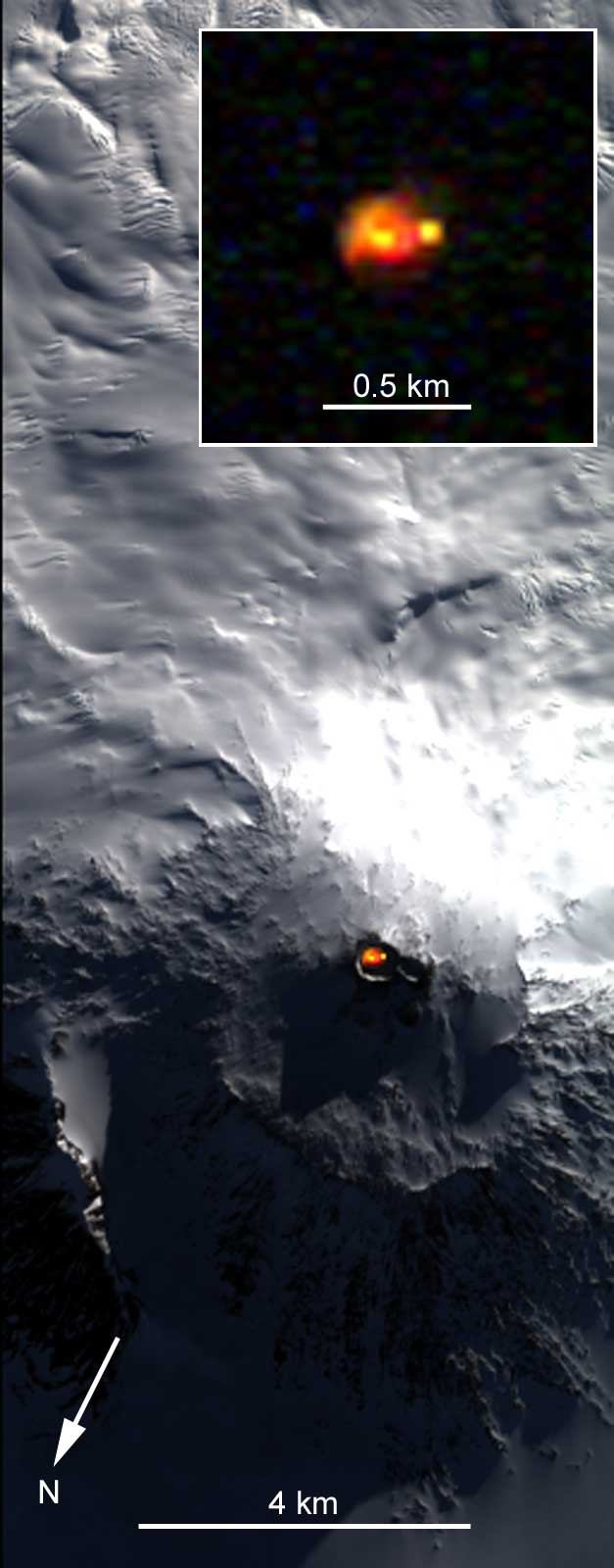
Lavasee im Krater. Satellitenaufnahme der NASA

Erebus ist seit 1972 ununterbrochen aktiv und wird von einer Forschungs-Station überwacht. In seinem Krater befindet sich einer der wenigen aktiven Lavaseen der Erde. Die langen Phasen gleichmäßiger Aktivität werden von gemäßigten, sogenannten strombolianischen Eruptionen unterbrochen, die vulkanische Schlacken und Lavafetzen fördern.

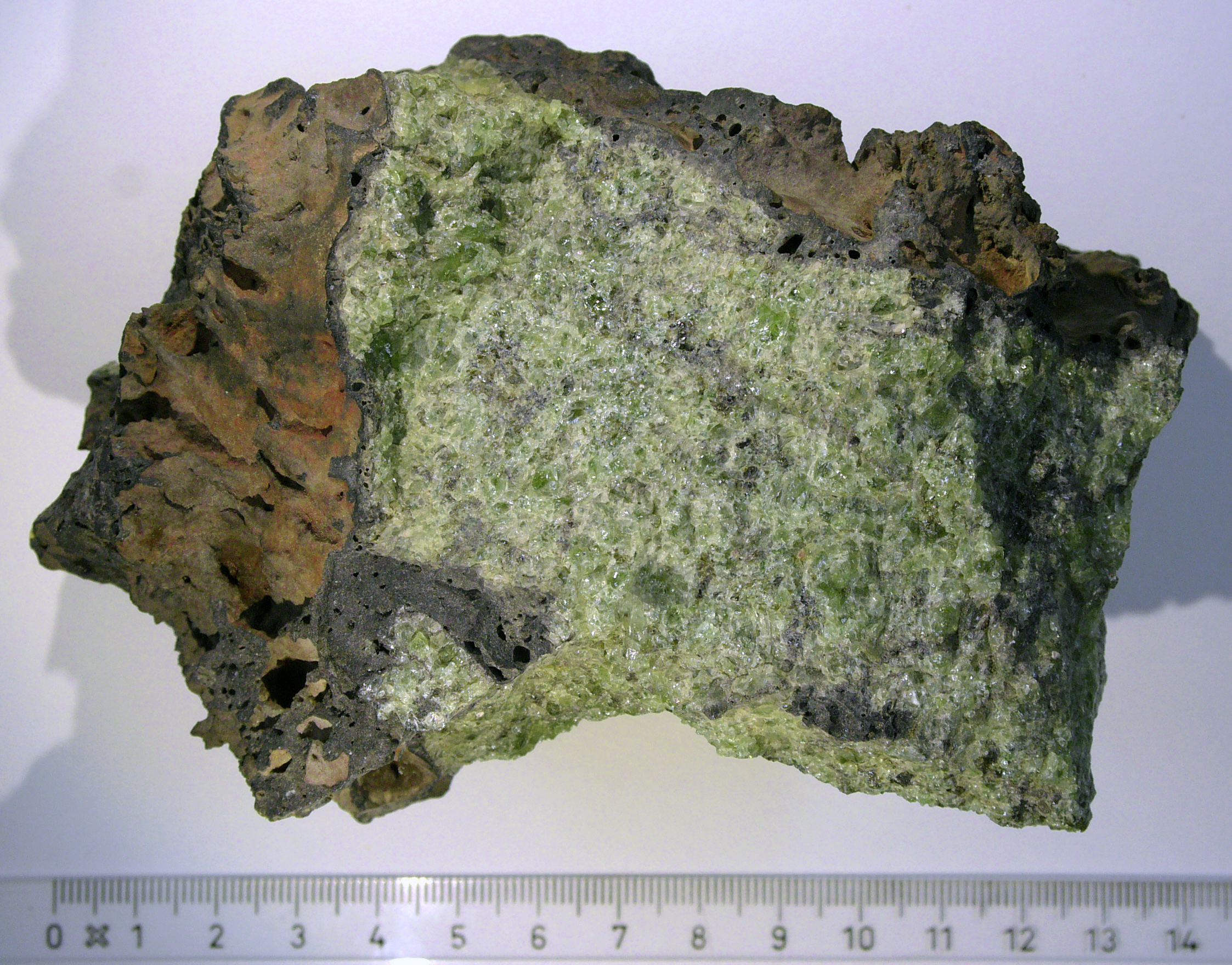
Olivin vom Mount Erebus

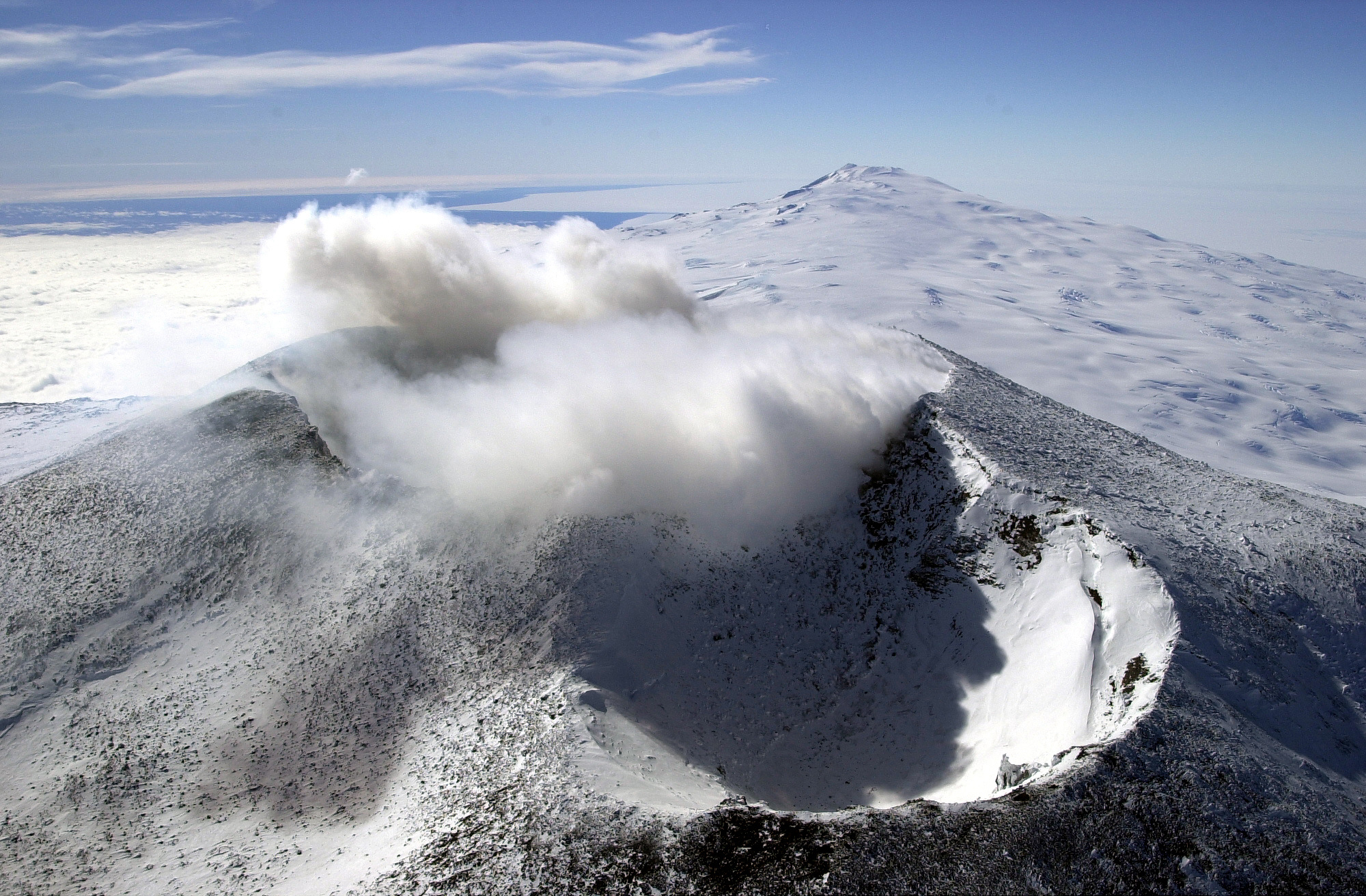
Mount Erebus, dahinter Mount Terror

Die Art des Vulkanismus des Mount Erebus und der übrigen Vulkane der Ross-Insel wird als Intraplattenvulkanismus bezeichnet. Dessen Ursache ist ein Manteldiapir, eine pilzförmige Aufwölbung des heißen Erdmantels, die sich in Form eines Hot Spots in der Erdkruste darstellt und zur Bildung von Vulkanen und vulkanischen Inseln führt. Die Form des Vulkangipfels wurde durch mehrere Ausbrüche und die sich dadurch bildenden schüsselförmigen Krater, die Calderen, gestaltet.
Die von Erebus geförderte Lava kristallisiert zu Phonolith aus, einem Gestein, das reich an Anorthoklas (Alkalifeldspat) ist. Der Chemismus der geförderten Lava hat sich jedoch im Laufe der Zeit gewandelt. So sind die ältesten Ergussgesteine (Vulkanite) von undifferenzierter basanischer Zusammensetzung und daher erheblich dünnflüssiger als die später geförderte Lava. Dies erklärt, warum die Basis des Erebus als breiter, flachgeneigter Plattformschild ausgebildet ist.
Die im Verhältnis dazu zähflüssigeren und daher weniger fließfreudigen phonolithischen Förderprodukte der jüngeren Vergangenheit und der Gegenwart formten und formen die Spitze des Vulkans und geben ihr eine steilere Neigung und eine gewölbte Form.
Auf etwa 3200 Metern Höhe befindet sich ein Plateau, das die neue Spitze des Vulkankegels trägt, die aus dem Rand der jüngsten Caldera besteht. Darin befindet sich der elliptische, sich über eine Fläche von 500 mal 600 Meter ausbreitende und 100 Meter tiefe äußere Krater. In seinem Inneren befindet sich ein weiterer Krater, dessen Durchmesser 250 Meter und dessen Tiefe rund 100 Meter beträgt. Von dem darin enthaltenen Lavasee gehen täglich mehrere kleinere Ausbrüche aus.
Am südwestlichen Rand der Insel, am Fuß des Erebus, ragt der zungenförmige Erebus-Gletscher 11 bis 12 Kilometer in die Erebus Bay hinein.
Der durch den Vulkan entstandene Wasserdampf hat Höhlen unter dem Eis geformt, in denen Erbgutspuren einfacher Lebensformen gefunden wurden.
Im Mai 2010 wurde der Astronaut Alexander Gerst an der Universität Hamburg mit einer Forschungsarbeit zur Eruptionsdynamik des Mount Erebus promoviert.

## Flugzeugabsturz
Am 28. November 1979 ereignete sich am Erebus ein Flugzeugabsturz, dessen Ursache bis heute umstritten ist. Flug 901, ein Antarktis-Rundflug der Air New Zealand mit 257 Menschen an Bord, prallte in den unteren Nordhang des Berges. Das Flugzeug wurde vollkommen zerstört, von den Insassen überlebte niemand den Unfall.